# Ніколя Катіна
Ніколя Катіна де ла Фуконнері (фр. Nicolas de Catinat de La Fauconnerie, 1 вересня 1637, Париж —20 лютого 1712, Сен-Гратьян) — французький військовий діяч часів короля Людовика XIV, маршал Франції.

## Життєпис
Походив з дрібної дворянської родини. Син Ніколя Катіни, старшого радника Паризького парламенту. Обрав для себе кар'єру військового. У 1660 році записався до королівської гвардії.
Відзначився під час Деволюційної війни проти Іспанії, зокрема у 1667 році у битві при Ліллі. За це отримує звання лейтенанта. Згодом воює у французьких військах під час війни з Голландією. Звитяжив у 1674 році у битві при Сенефе. у 1676 році був при штабі маршала Анрі де Рошфора. У 1679 році отримує звання капітана, доволі швидко він отримує бригадира.
У 1680 році отримує звання польового маршала (генерал-майора), у 1686 році діяв у кантоні Во проти гугенотів. У 1687 році призначається губернатором Люксембургу.
З початком війни Аусбурзької ліги у 1688 році хоробро бився при Філіпсбурзі. Того ж року стає генерал-лейтенантом. У 1690 році призначається командувачем в Ельзасі. Незабаром здобуває перемогу над австрійським військовиком Євгеном Савойським при Штафарде. У 1691 році перемагає ворогів при Ейзоля. Після чого король спрямовує Катіну до П'ємонту. Тут він захоплює Салуццо та Сузу, бере в облогу Ніццу у 1691 році. Доволі швидко Катіна захоплює значну частину П'ємонту. 4 жовтня 1693 році перемагає при Марсилії герцога Віктора-Амадея II Савойського, за що отримує звання маршала. У 1697 році він вже у Фландрії, де захопив фортецю Ат.
З початком війни за іспанську спадщину Ніколя Катіна очолює французькі війська в Італії. Не маючи достатньо резервів та коштів Катіна у 1701 році зазнав поразки при Карпі від Євгена Савойського. Внаслідок цього був замінений на Франсуа де Віллеруа. Втім зостався в армії, де допомагав новому командувачу. У 1702 році отримав командування в Ельзасі. Втім незабаром пішов у відставку. Останні роки провів у своєму маєтку, де й помер 20 лютого 1712 року.

## Творчість
Ніколя Катіна написав цікаві мемуари — «Mémoires pour servir à la vie de Nicolas de Catinat», які було опубліковано у 1819 році.